# Cambridge Scholars Publishing
Cambridge Scholars Publishing ist ein britischer Verlag.

## Verlagsstruktur
Der Verlag wurde im Jahr 2001 von ehemaligen Dozenten der Cambridge University gegründet. Er sieht sich selbst als unabhängigen akademischen Verlag. Seit Oktober 2021 war das Unternehmen zeitweilig Teil des United Nations Global Compact und wurde auf eigenen Wunsch ausgelistet (Stand: Juli 2024).

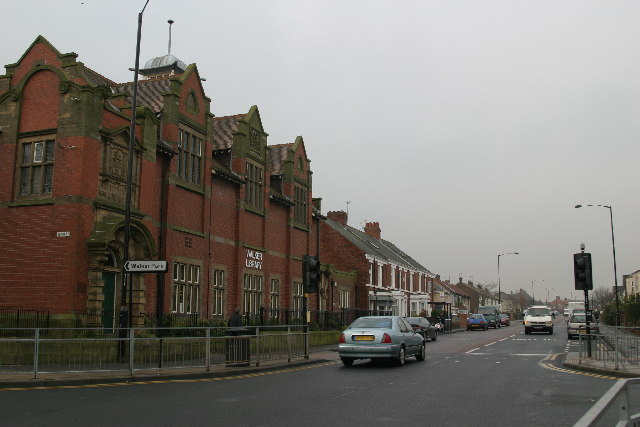
Lady Stephenson Library (2006)

Der Sitz des Verlages ist die Lady Stephenson Library in Newcastle upon Tyne. Er hat auch Büros in Berlin, Barcelona und an der Zhejiang Gongshang University, China.

## Themen
Der Verlag publiziert Werke in Natur- und Gesellschaftswissenschaften. Im Verlag erschienen unter anderem Werke von Jürgen Beckmann, Noam Chomsky, Andrea Gáldy, Seamus Heaney, Pekka Korhonen, Antony Lentin, Fritz-Heiner Mutschler und Caroline Rosenthal.